# Kárpátalja várai

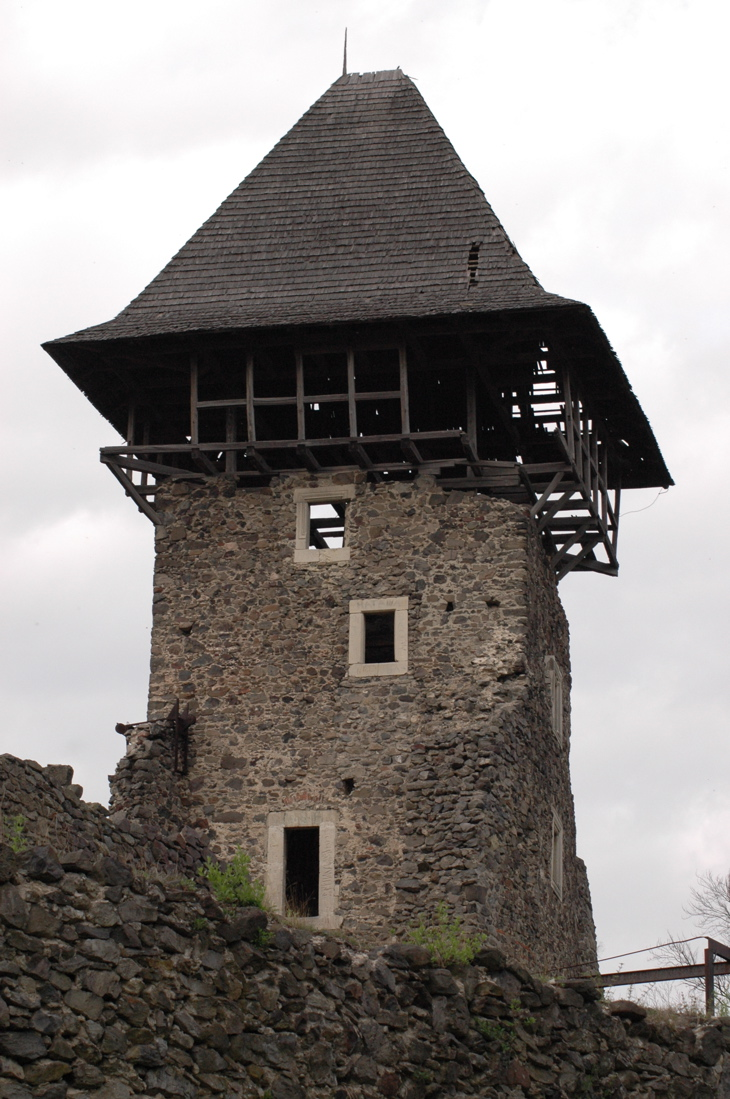
A nevickei vár lakótornya

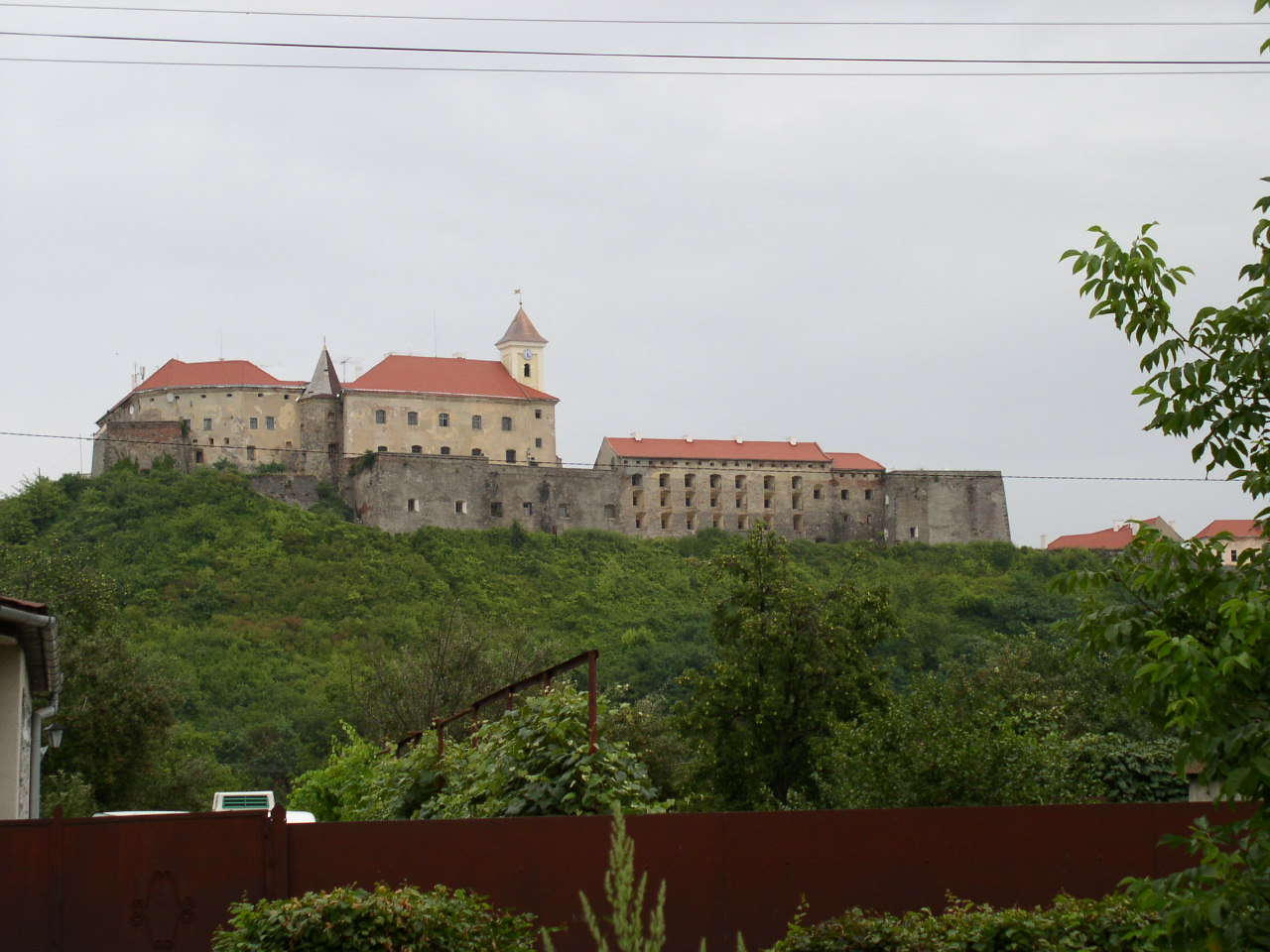
A munkácsi vár

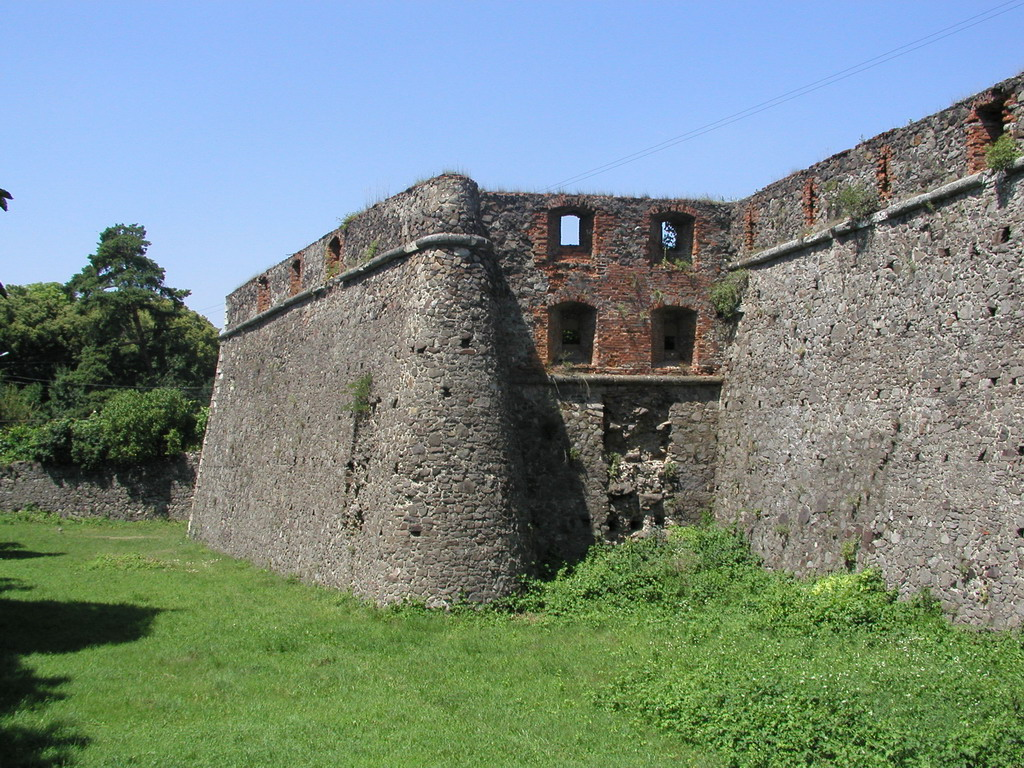
Az ungvári vár fülesbástyája

Kárpátalja várai a magyar várépítészet emlékei közé sorolódnak.

## Földvárak Kárpátalján
A mai Kárpátalja területén az első várak a földvárak voltak.
Legjelentősebb a Vári mellett található Borsova földvára. Ez volt az egykori Borsova vármegye központja. Építési ideje a 10.–11. századra tehető. A tatárjárás idején pusztult el. Hasonló vár lehetett Ungvár első vára is. Fekvése is hasonló volt, mivel az Ung és a Laborc folyók összefolyásánál állt. Ez szintén a korai Ung vármegye központja volt.
A viski földvár a legkésőbbi földvárak közzé tartozik. A 13. században a máramarosi sóút védelmére épült.

## Kővárak Kárpátalján
Megbízható adat a tatárjárás előtti kővárakra Kárpátalja területén nincs. Minden várépítési korszakra jó példát találunk a helyi várak és várromok között.

### Lakótornyos várak
A lakótorony klasszikus típusa a Szerednyei vár, amely egy négyzet alaprajzú, vastag falú toronyból áll.
A Kovászói vár szintén egy lakótoronyból áll, amely kör alaprajzú, de ehhez már egy szabálytalan háromszög alaprajzú vékonyabb erődfal csatlakozik. 
A Munkácsi vár alapja is egy négyzetes alaprajzú lakótorony volt, a 14. század elején a vár még nem terjedt túl a lakótornyon csak egy körfal övezte.

### Belső tornyos várak
Belső tornyos vár volt a Nevickei vár, amelyet jól szemléltet a vár alaprajza. Feltehetően ide sorolható a királyházai Nyalábvár is. Ehhez az építési korszakhoz tartozhatott a jelenlegi Ungvári vár első formája.

### Külső tornyos várak
A külső tornyos várak építése Kárpátalján Zsigmond király (ur. 1387-1437)korával esik egybe. Ekkor épül az Ugocsa vára. A 14. században a Munkácsi vár négyszög alaprajzot formáló falait a sarkokon körbástyákkal erősítik meg. Négyszög alaprajzú, négy saroktornyossá bővített Ungvári vár szintén ekkor válik külső tornyos várrá. Szintén ebben a korban bővítették a Nevickei várat és építik ki a Huszti várat.

### Olaszbástyás várak
Kárpátalja legjelentősebb várait, a munkácsit, az ungvárit és a husztit a 16-17. században a sűrű hadi események miatt a kor követelményeinek megfelelően átépítették, bővítették és fejlett védelmi rendszerrel látták el. Elsősorban ötszögű, ún. olaszbástyákat építettek. Ezek a várak ekkor nyerik el végleges formájukat.
A Rákóczi-szabadságharc után Munkács, Ungvár, Huszt várai elvesztették stratégiai jelentőségüket. A munkácsi várban fogházat alakítanak ki. Az ungvári vár a görögkatolikus püspökség tulajdonába kerül. A huszti várban a helyőrség állomásozott 1766-ig, az ekkor támadt tűzvész után már nem építették újjá.

## Külső hivatkozások
- karpataljai-var.lap.hu – linkgyűjtemény
- Várak Magyarországon